# 12395 Річнельсон
12395 Річнельсон (12395 Richnelson) — астероїд головного поясу, відкритий 8 лютого 1995 року.
Тіссеранів параметр щодо Юпітера — 3,079.
Названо на честь Річарда Нельсона (англ. Richard Nelson; нар. 1966) — добре відомий своїми роботами в галузі комп'ютерного моделювання для систем з множини тіл і застосування результатів у моделюванні формування планет, як у Сонячній системі, так і в інших системах.